# Marchtrenk
Marchtrenk est une commune autrichienne du district de Wels-Land en Haute-Autriche.